# Poropuntius birtwistlei
Poropuntius birtwistlei är en fiskart som först beskrevs av Herre, 1940.  Poropuntius birtwistlei ingår i släktet Poropuntius och familjen karpfiskar. Inga underarter finns listade i Catalogue of Life.